# Râul Anieșul Mare
Râul Anieșul Mare este un curs de apă, afluent al râului Anieș. 

## Hărți
- Harta Munții Rodnei  Arhivat în 22 iulie 2020, la Wayback Machine.
- Harta Munții Rodnei